# Guerra ruso-japonesa
La guerra ruso-japonesa (日露戦争 o Nichirosensō en japonés, Русско-японская война en ruso) fue una guerra entre el Imperio ruso y el Imperio japonés por sus ambiciones imperiales rivales en Manchuria y el Imperio de Corea. Las principales batallas terrestres de la guerra se libraron en la península de Liaodong y cerca de Mukden, en el sur de Manchuria, y las batallas navales tuvieron lugar en el mar Amarillo y el mar del Japón.
Rusia había seguido una política expansionista en Siberia y el Lejano Oriente desde el reinado de Iván el Terrible en el siglo XVI. Al final de la primera guerra sino-japonesa, el Tratado de Shimonoseki de 1895 le concedió la isla de Taiwán, así como el protectorado sobre Corea y la península de Liaodong a Japón antes de la Triple Intervención, en la que Rusia, Alemania y Francia convencieron a Japón de renunciar a su reclamación. Los rusos buscaban un puerto de aguas cálidas (que no se congelaran en invierno) en el océano Pacífico para uso de su Armada y para comercio marítimo. El puerto de Vladivostok solo podía funcionar durante el verano, pero Port Arthur (Imperio chino) sería capaz de mantenerse funcionando todo el año. Japón temía que Rusia interfiriera en sus planes de establecer una esfera de influencia en Asia continental, especialmente cuando Rusia construyó el ferrocarril Transiberiano, comenzó a hacer incursiones en Corea y adquirió un contrato de arrendamiento de la península de Liaodong y Port Arthur de China en 1898. Japón firmó la alianza anglo-japonesa en 1902 y comenzó a ofrecer reconocer el dominio de Rusia en Manchuria a cambio del reconocimiento de Corea como parte de la esfera de influencia de Japón. Sin embargo, esto fue rechazado por Rusia.
Después de que las negociaciones fracasaran, Japón abrió hostilidades en un ataque sorpresa contra la Flota rusa del Pacífico en Port Arthur el 9 de febrero de 1904. Ambos bandos declararon la guerra y las tropas japonesas desembarcaron en Corea, cruzaron el río Yalu hacia Manchuria en mayo y desembarcaron más fuerzas en la península de Liaodong. En agosto, los japoneses sitiaron Port Arthur, que finalmente cayó en enero de 1905. En marzo de 1905, las tropas japonesas tomaron Mukden, la capital de Manchuria, después de duros combates. La Flota rusa del Báltico, que había navegado durante siete meses y 18 000 millas náuticas (33 000 km) desde el mar Báltico, con incidente diplomático con Reino Unido incluido, llegó a la región en mayo y fue interceptada y destruida por la Flota Combinada Japonesa en la batalla de Tsushima. La guerra concluyó con el Tratado de Portsmouth, mediado por el presidente estadounidense Theodore Roosevelt.
El tratado reconocía los intereses japoneses en Corea y otorgaba a Japón el arrendamiento de la península de Liaodong por parte de Rusia, el control del Ferrocarril del Sur de Manchuria, construido por Rusia, y la mitad sur de la isla de Sajalín (Karafuto). La victoria militar completa de una nación asiática y no occidental sobre una potencia europea y occidental sorprendió a los observadores internacionales y transformó el equilibrio de poder global, con el Imperio del Japón emergiendo como una gran potencia y el Imperio ruso perdiendo prestigio entre las potencias europeas. El hecho de que Rusia sufriera importantes bajas y pérdidas por una causa que resultó en una derrota militar contribuyó al malestar interno que culminó en la Revolución rusa de 1905, durante la cual la autocracia zarista se vio obligada a hacer concesiones.
Hubo innovación tecnológica en batallas terrestres y navales de la guerra ruso-japonesa, como el uso por parte de los japoneses de la radiotelefonía (en el mar) y del teléfono (en las batallas terrestres) para coordinar las maniobras de las unidades de combate y el uso de barcos acorazados.

## Los orígenes de la guerra

### Victoria japonesa limitada por las potencias occidentales
En los últimos años del siglo XIX y principios del siglo XX, varios países occidentales compitieron por influir, comerciar y dominar un territorio en Asia Oriental. Mientras, el Japón se esforzaba por asumir el papel de potencia moderna.
La situación geográfica de Japón lo alentó a enfocarse en Corea y el norte de China, lo que chocaba con los intereses expansionistas rusos. El esfuerzo japonés por ocupar Corea condujo a la primera guerra sino-japonesa. La derrota china por parte del Japón condujo al Tratado de Shimonoseki (del 17 de abril de 1895), por el cual China renunciaba a sus reclamaciones sobre Corea, cediendo además Taiwán y Lüshunkou (a menudo llamado Port Arthur). Sin embargo, la presión occidental (por parte de Rusia, Alemania y Francia) obligó al Japón a devolver Port Arthur y Manchuria a China (Triple Intervención del 23 de abril de 1895).

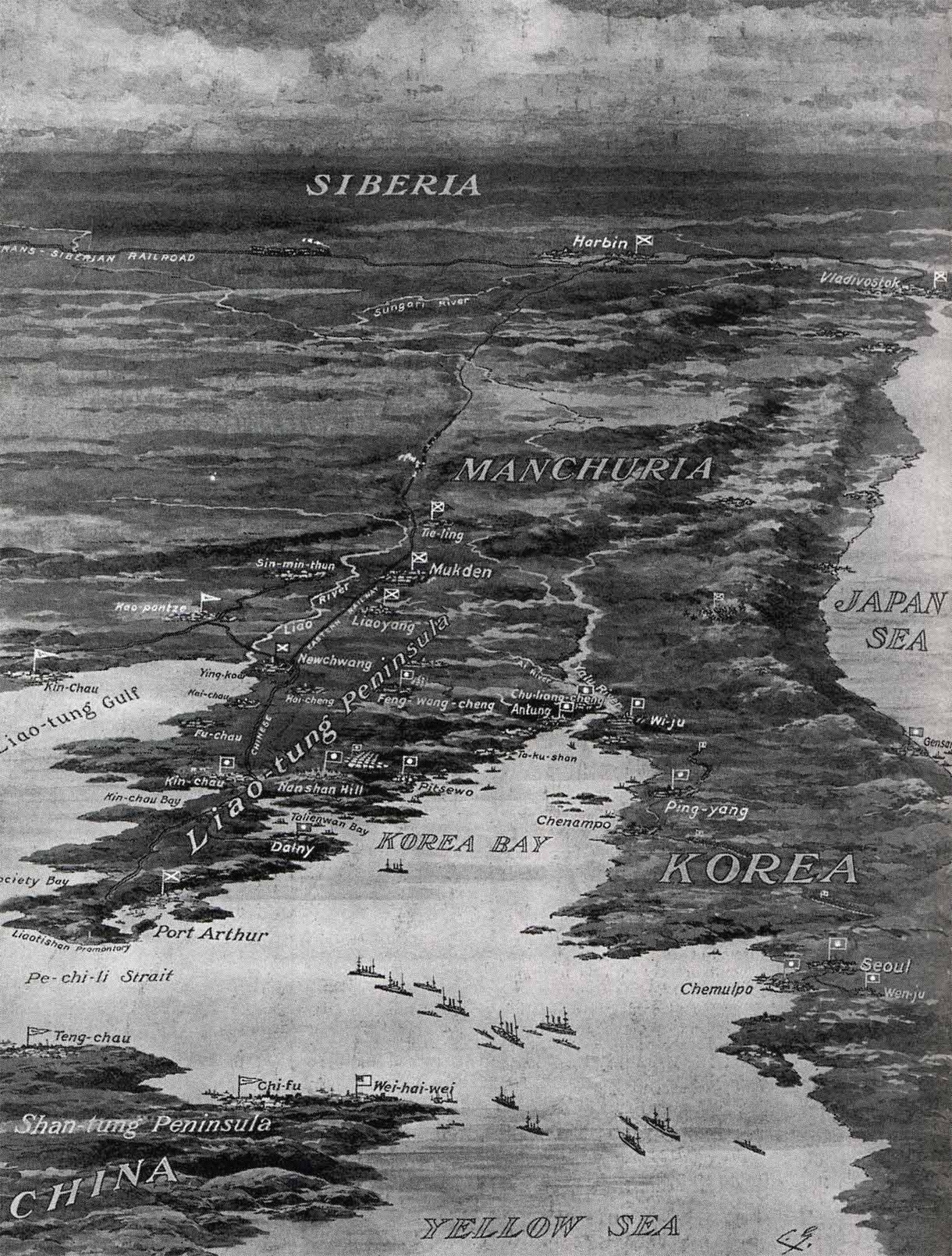
Escenario del conflicto.

### Establecimiento ruso en la península de Liaodong
Rusia aprovechó la desestabilización de la zona y en 1896 se firmó un acuerdo con China para el uso de Port Arthur como base ubicada al extremo de la península de Liaodong, en Manchuria, así como el libre acceso ruso a todos los puertos chinos. El 3 de junio, firmaron un tratado de alianza secreto frente a posibles agresiones futuras japonesas. El 16 de diciembre de 1897, la flota del Pacífico ocupó Port Arthur, supuestamente para impedir que lo hiciesen los británicos que, sin embargo, no competían por entonces con los rusos por el dominio del puerto. La ocupación del puerto desbarató la liga entre rusos y chinos. La toma del puerto por los rusos y de la bahía de Jiaozhou por los alemanes desencadenó una serie de concesiones a otras potencias que suscitó un movimiento xenófobo que culminó luego en la rebelión bóxer del verano de 1900. En marzo de 1898, los rusos habían logrado que los chinos les arrendasen durante veinticinco años la península de Kwantung —en el extremo de la de Liaodong—, incluido Port Arthur. Este era un lugar estratégico para los rusos, que ansiaban contar con un puerto libre de hielos para su flota de extremo oriente. El acuerdo comprendía asimismo el permiso para construir un ramal del ferrocarril transmanchuriano que recorriese la península hasta Port Arthur (el ferrocarril del sur de manchuria).

### Ocupación rusa de Manchuria
En el curso de la revuelta de los bóxers de 1900, los rusos ocuparon Manchuria, pese a que parte del gobierno se mostró contrario a la medida, pues temía que la acción terminase de agriar las relaciones entre Rusia y China. La ocupación, que se verificó sin grandes problemas para los rusos, no suscitó apenas protestas de las demás potencias. Unos sesenta y cinco mil soldados rusos participaron en el aplastamiento de la rebelión, operación que resultó onerosa para la hacienda rusa. En principio, la toma del territorio manchú debía ser temporal y las provincias debían volver a China en cuanto la revuelta quedase completamente sofocada. El 8 de abril de 1902 la corte china logró que Rusia se comprometiese a evacuar Manchuria en los dieciocho siguientes meses, según un plan de retirada en tres etapas que no cumplió. Los rusos se retiraron de la parte sur de la provincia de Fengtian en octubre, pero en septiembre del año siguiente volvieron a apoderarse de Mukden. En 1901, la Flota del Pacífico rusa se había trasladado a Port Arthur desde Vladivostok, tras el fin de las obras del ferrocarril del Sur de Manchuria.

### Competencia ruso-nipona en Corea
En cuanto a Corea, Rusia y Japón habían alcanzado un acuerdo para extender su influencia económica en el país en 1898 en igualdad de condiciones. El pacto favoreció principalmente a Japón, cuyos bancos y empresas se expandieron mucho más que los rusos en la península. A principios de 1901, los japoneses se negaron a mantener la neutralidad en Corea, que hubiese desbaratado su creciente influencia en el país e impedido contrarrestar la rusa en la lindante Manchuria. Personajes cercanos a la corte rusa competían por la obtención de concesiones comerciales en Corea.

### Liga británico-japonesa y tensión ruso-nipona
Más adelante, en 1898, los rusos impidieron el uso de Port Arthur a los mismos chinos, y se empezó a ejercer el control que el Japón había deseado cuatro años atrás. Esto fue un desafío para el Imperio del Japón y provocó la desaprobación del Reino Unido, que vio al gigante ruso como una amenaza a sus posesiones británicas y su provechoso comercio asiático.
El Reino Unido, en una hábil maniobra diplomático-estratégica, consiguió la cesión de Weihaiwei, un emplazamiento portuario a solo cuarenta kilómetros de Port Arthur, y de este modo se buscó la neutralización de las pretensiones rusas. Sin embargo, los rusos unieron este puerto con el Transiberiano mediante la construcción de una vía de ferrocarril. Esto hizo pensar al Reino Unido que Rusia deseaba consolidarse militarmente en la región y le impelió a coligarse con Japón.
En 1902, el Reino Unido firmó una alianza con Japón. El nuevo Gobierno del conde Hayashi Tadasu había optado por pactar con los británicos ante la imposibilidad de hacerlo con los rusos, que rechazaron la propuesta japonesa de que conservasen Manchuria a cambio de reconocer la posesión japonesa de Corea. El pacto admitía la existencia de especiales intereses políticos y económicos nipones en Corea. Entre las cláusulas de dicho tratado, figuraba la construcción de unidades navales para Japón, que se puso de inmediato en marcha, así como la aceleración en la entrega de las unidades ya encargadas. Inmediatamente se aprobó un plan de rearme naval de 200 000 toneladas, denominado «Esperanza y determinación»[cita requerida] y se encargaron al Reino Unido seis acorazados, cuatro cruceros acorazados, dos cruceros ligeros, dieciséis destructores y diez torpederos. Otras unidades fueron encargadas a Francia e Italia e incluso a Alemania y a Estados Unidos. En Japón se empezó la construcción acelerada de diez torpederos y ocho destructores. Se comenzó un programa de adiestramiento del personal de la Armada Imperial Japonesa, que pasó de 15 100 hombres hasta incrementarse en 40 800 marineros y oficiales. En 1897 los japoneses habían duplicado su presupuesto militar y en 1903 habían creado una Armada moderna.
Japón trató por última vez de alcanzar un acuerdo con Rusia en 1903, aunque con condiciones más duras merced al respaldo británico y estadounidense del que gozaba; los rusos nuevamente se negaron a permitir que los japoneses dispusiesen a su albedrío de Corea, pero creyeron poder evitar la guerra. Al considerar que la penetración rusa en Corea y Manchuria suponía un riesgo para su seguridad nacional, Japón exigió a Rusia que abandonase Manchuria, en cumplimiento de los acuerdos de 1900. Rusia dilató las conversaciones diplomáticas durante dos años y Japón, harto de esperar en vano una respuesta, rompió las relaciones diplomáticas el 6 de febrero de 1904.
El recién modernizado Ejército Imperial Japonés se hallaba más que preparado para enfrentarse a las fuerzas que Rusia había estacionado en Asia al inicio de la contienda, que representaban solo una pequeña parte de las tropas del zar. Se calcula que los rusos movilizaron durante el conflicto hasta dos millones de soldados, mientras que los efectivos japoneses nunca llegaron a los novecientos mil hombres.

## Comienzo de las hostilidades
La ruptura de relaciones diplomáticas con Japón no preocupó al jefe ruso de Port Arthur, el almirante Yevgueni Alekséyev, que no se la comunicó aparte de sus subordinados, pese a que se sabía que el país vecino se estaba preparando para la guerra. La base naval no realizó preparativo alguno para repeler un posible ataque nipón, aunque el jefe de la flota sí dispuso a sus dieciséis navíos a las afueras del puerto, para evitar quedar encerrado en él si lo acometían los japoneses. La misma noche del 8 de febrero, los japoneses atacaron la flota de Alekséyev.
Dos días antes, el mismo en que los japoneses anunciaron la ruptura de relaciones con Rusia, una gran flota japonesa al mando del vicealmirante Heihachiro Togo había zarpado de la base de Sasebo rumbo al mar Amarillo dividiéndose en dos columnas: la principal, al mando del propio Togo, se dirigió hacia Port Arthur, mientras que un destacamento menor se encaminó al puerto de Chemulpo (hoy denominado Incheon). Sin previo aviso ni declaración de guerra, la noche del 8 de febrero de 1904 la flota rusa fondeada en Port Arthur fue atacada por sorpresa. En la mañana del 9 de febrero, Chemulpo corrió la misma suerte, lo que dio comienzo a la guerra entre ambos países. La avería de los barcos rusos anclados en Chemulpo dejó expedito el acceso por mar a la cercana capital coreana.
Al estallar las hostilidades, el zar nombró jefe de las unidades militares destinadas en Manchuria al ministro de la guerra Alekséi Kuropatkin, que llegó a la región en marzo. De inmediato empezaron las desavenencias entre él y el virrey Alekséyev, que pretendía derrotar rápidamente a los japoneses, mientras que Kuropatkin optaba por una actitud más prudente que daba prioridad al aumento de las fuerzas disponibles antes de emprender cualquier batalla trascendental.

### Situación naval de Japón al comienzo de la guerra
Para 1904, Japón ya contaba con una serie de bases logísticas distribuidas en el mar Amarillo y además con unidades navales de primera mano, a diferencia de Rusia que tan solo tenía dos bases muy distantes y estratégicamente desubicadas: Port Arthur y Vladivostok, así como unidades navales ya anticuadas. 
A finales de ese año, Japón contaba con:
- Acorazados pre-dreadnought y dreadnought: Fuji, Shikishima, Kasuga, Nisshin, Asahi y Mikasa.
- Cruceros acorazados: Asama, Izumo, Azuma, Yakumo, Iwate y el Tokiwa.
- Cruceros protegidos:  Izumi, Naniwa, Chiyoda, Matsushina, Akitsushima, Yoshino, Suma, Takasago, Chitose, Tsushima, Niitaka, Kasagi, Hashidate, Itsukushima y Otowa.
- Cruceros desprotegidos: Tsukushi, Takao, Yaeyama, Tatsuta, Miyako y Chihaya.
- Destructores: Ikazuchi, Murakumo, Akatsuki, Shirakumo, Harusame y Asakaze.
- Barcos torpederos:  Kotaka, Hayabusa y Chidori.
- Cañoneros: Banjo, Maya, Ōshima, Epsilon, Lota, Uji, Heien.

Uno de esos acorazados, el Mikasa, era el más avanzado buque de guerra de su tipo en su tiempo y había sido entregado en 1902, directo desde los astilleros británicos de Vickers Shipyard al Japón. El Chitose fue entregado desde San Francisco (EE. UU.). Todas estas unidades estaban al mando del almirante Heihachirō Tōgō.

### Situación naval de Rusia al comienzo de la guerra
Por el lado ruso, la situación era bastante diferente. En primer lugar, el adiestramiento del Ejército Imperial Ruso era muy deficiente y la oficialidad era muy mediocre. Las unidades navales se dividían en tres flotas:
- La de Extremo Oriente: concentrada en Port Arthur y una pequeña división en Vladivostok, todas al mando del general Alekséi Kuropatkin.
- La del mar Báltico
- La del Mar Negro

Las unidades rusas que componían la flota de Extremo Oriente, al comienzo de la guerra eran:
- 7 acorazados: Petropávlosk, Pobieda, Poltava, Retvizan, Peresviet, Tsesarévich, Sebastópol
- 4 cruceros acorazados: Bayán, Rossia, Gromobói, Rurik (estos tres últimos, en Vladivostok)
- 7 cruceros protegidos: Askold, Bogatyr (en Vladivostock), Diana, Pallada, Nóvik, Varyag (en Chemulpo), Boyarin
- 25 cazatorpederos.

Las que formaban la del mar Báltico:
- 5 acorazados en construcción: Kniaz Suvórov, Borodino, Imperator Aleksandr III, 'Oriol' y Slava
- 4 acorazados en servicio: Sissoi Veliki, Navarin, Imperator Aleksándr II e Imperator Nikolái I
- 8 acorazados costeros
- 6 cruceros acorazados
- 9 cruceros protegidos
- 200 cazatorpederos y torpederos
- 14 cañoneros
- 12 submarinos

### Debilidad militar rusa y planes de defensa
Para hacer frente a un conflicto con Japón, los rusos estaban obligados a adoptar al comienzo la defensiva. Frente a los cien mil soldados que los rusos preveían podían enviar al continente los japoneses, ellos contaban a finales de 1901 con apenas sesenta mil. Se calculaba que los refuerzos de Siberia oriental tardarían entre cinco y siete meses en llegar a Manchuria, por lo que el aumento de las fuerzas disponibles en la región dependía de los ferrocarriles, que debían trasladar con mayor celeridad las unidades, fundamentalmente desde Europa. A principios de 1904, sin embargo, el tramo oriental del transiberiano y el ferrocarril del Sur de Manchuria apenas admitían ocho y seis convoyes diarios respectivamente, mientras que cada cuerpo de ejército requería unos noventa para entrar en acción.
Dada la debilidad de las fuerzas de tierra rusas y la lentitud con la que se podían acrecer, la primera línea de defensa rusa la constituía en realidad la Escuadra del Pacífico, que había descartado la posibilidad de desembarcos japoneses. Su principal misión era precisamente esta: evitar la llegada de tropas japonesas a las costas manchúes y de Corea occidental. Los rusos esperaban así obligar a los japoneses a desembarcar en la costa oriental coreana, forzarlos a tener que atravesar la península para alcanzar sus posiciones de vanguardia al sur de Manchuria y poder al tiempo hostigar sus líneas de abastecimiento desde Vladivostok, con los cuatro cruceros apostados en este puerto.

## Campaña de 1904

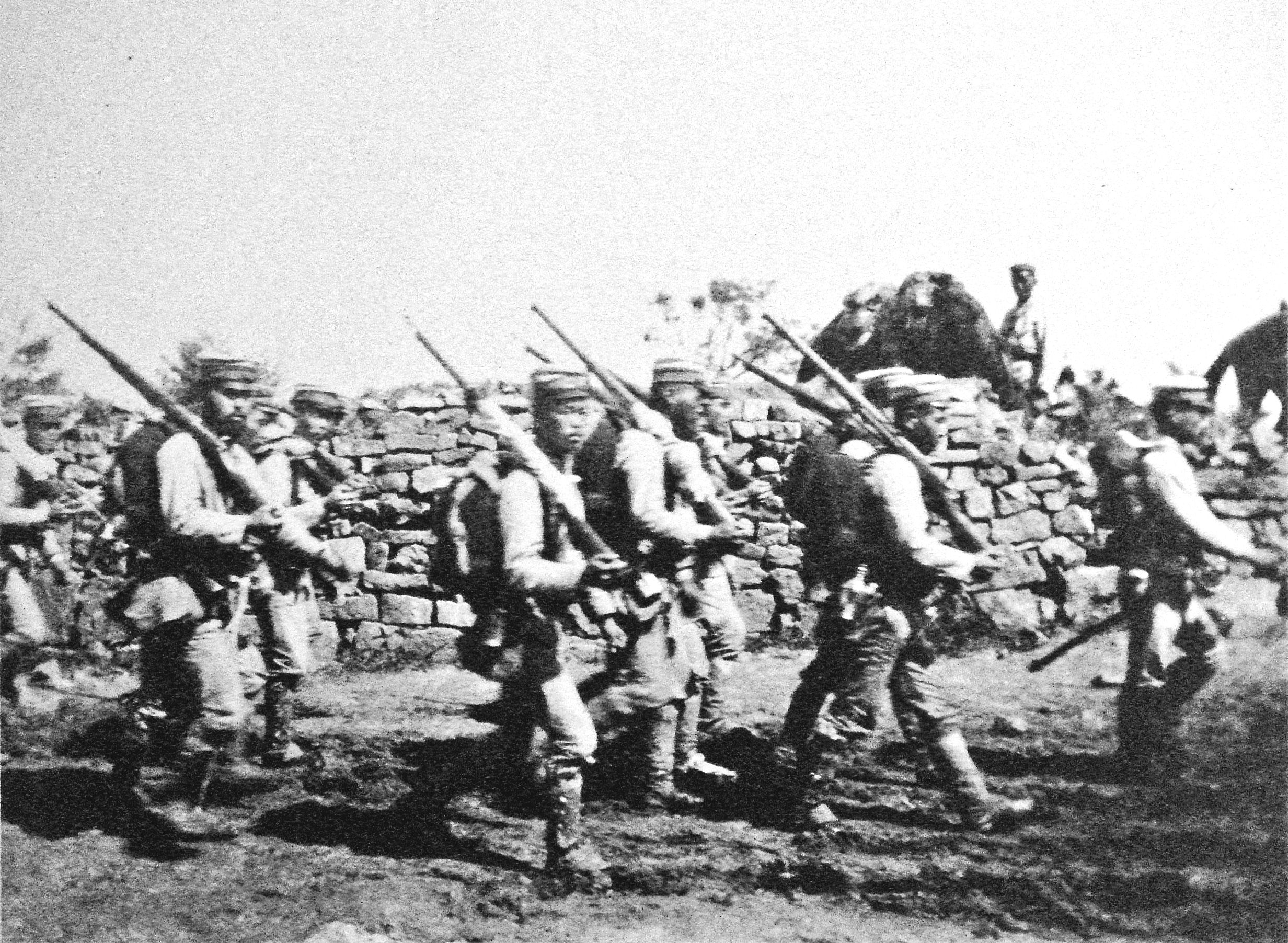
Soldados japoneses cerca de Chemulpo, Corea, en agosto-septiembre de 1904.

### Ataque a Port Arthur
El objetivo japonés era Port Arthur (hoy Lüshunkou, China), situado en la península de Liaotung, al sur de Manchuria, que estaba siendo fortificado —las obras no habían terminado cuando estalló la guerra— para convertirlo en la mayor base naval rusa en Extremo Oriente. Los japoneses necesitaban controlar el mar para enfrentarse a una hipotética guerra en el continente asiático, pues dependían de su dominio para enviar tropas y pertrechos al continente. De este modo, su primer objetivo militar fue neutralizar a la flota rusa anclada en Port Arthur. La noche del 8 de febrero, la flota japonesa, al mando del almirante Heihachiro Togo, abrió fuego torpedeando sin previo aviso a los barcos rusos en Port Arthur, dañando seriamente dos acorazados y un crucero. Tres flotillas de torpederos acometieron a los buques rusos mientras que otra atacaban el puerto de Dalian, sesenta kilómetros al norte de Port Arthur. A la mañana siguiente, se reanudaron los combates, siguieron una serie de acciones navales indecisas, en las cuales los japoneses fueron incapaces de atacar con éxito a la flota rusa protegida por los cañones terrestres de la bahía. Aunque los daños infligidos por los japoneses a la escuadra rusa fueron mínimos, bastaron para que los rusos descartasen interferir en el desembarco japonés en Corea del día 9. Para principios de abril, sin embargo, los rusos habían conseguido reparar los acorazados Retvizan y Zarévich, averiados en el primer ataque de Togo, pese a no contar con instalaciones adecuadas para ello.

### Desembarco japonés en Chemulpo
La madrugada del 9 de febrero, los cruceros japoneses escoltaron a un convoy con dos mil quinientos soldados hasta Chemulpo. El convoy japonés destacado a este puerto atacó a los dos buques rusos allí fondeados en la batalla de Chemulpo. El crucero Variag y la cañonera Koreets optaron por hundirse antes que rendirse a los japoneses. Tras su fácil victoria, desembarcó el primer contingente de soldados destinados a la invasión de Corea.

### Bloqueo de Port Arthur

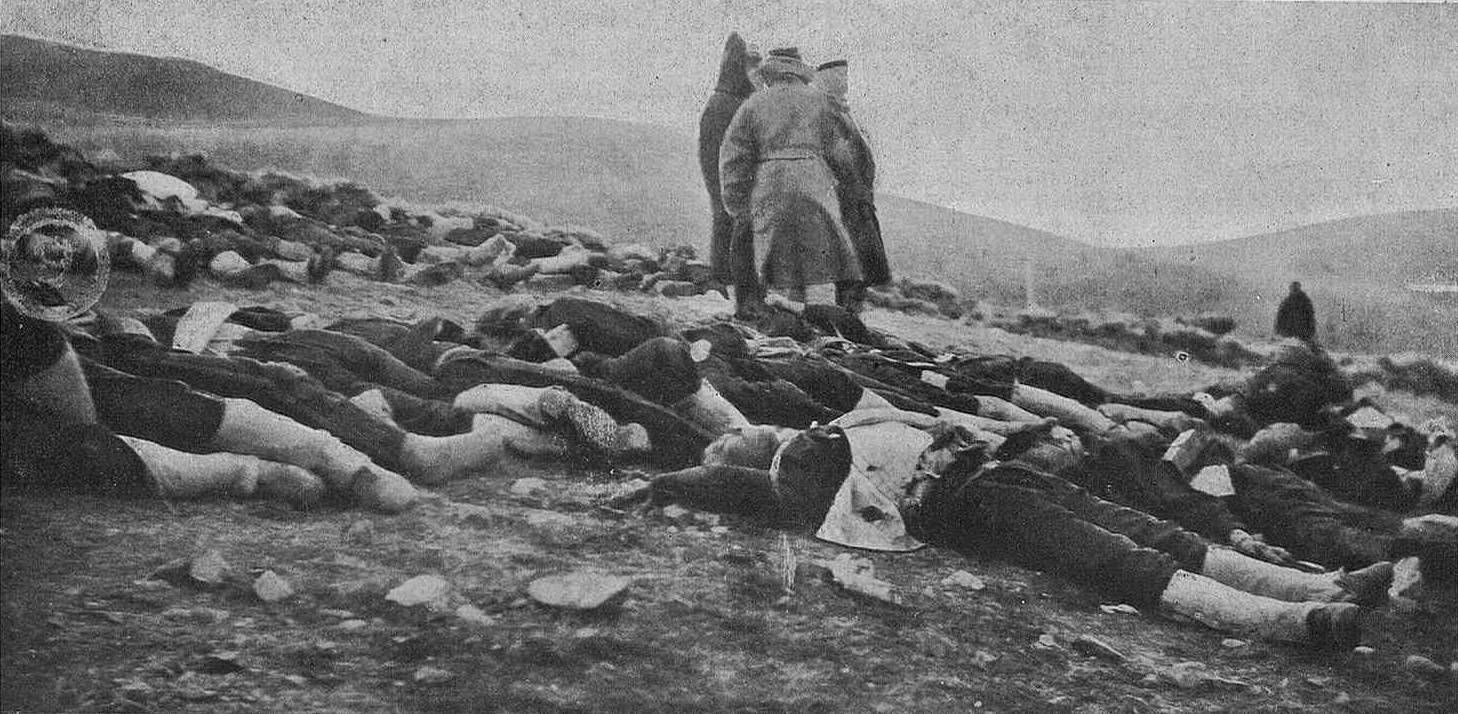
Cadáveres de japoneses después de un ataque contra Port Arthur, en La Ilustración Artística.

Japón comenzó un largo asedio de la base, que impidió a la flota rusa estorbar los desembarcos japoneses en Corea y Manchuria. El 13 de abril, los rusos perdieron el buque insignia de la flota, el Petropavlovsk, que se hundió en pocos minutos tras chocar con una mina mientras rehuía el enfrentamiento con la escuadra nipona; en el naufragio perecieron seiscientos hombres, entre ellos el jefe de la flota, el almirante Makárov. Al morir Makárov, la iniciativa en el mar la mantuvieron casi todo el resto de la contienda los japoneses. Al dominar el mar, los japoneses podían trasladar tropas a voluntad, desembarcarlas allá donde les pluguiera y abastecerlas merced a la flota.
A partir del accidente del Petropavlovsk, los dos bandos comenzaron a colocar minas en los principales puertos y fondeaderos del mar Amarillo. A mediados de mayo, fueron los japoneses los que perdieron varios buques a causa de las minas y las colisiones: los acorazados Hatsuse y Yoshima y el crucero Yoshino. Los tres intentos de Togo de bloquear la rada de Port Arthur mediante el hundimiento de barcos en la boca del puerto fracasaron. El 19 de abril, el zar creó la 2.ª Escuadra del Pacífico, que debía marchar desde la base naval de Kronstadt, cerca de San Petersburgo, hasta Port Arthur. Este acto obligaba a conservar el asediado puerto asiático en manos rusas. La nueva escuadra partió hacia su destino en octubre.
A mediados de junio, la escuadra de cruceros apostada en Vladivostok hundió tres transportes japoneses que llevaban mil cien hombres y armamento pesado al cerco de Port Arthur. Pese a ello, los japoneses seguían dominando el mar, lo que les permitía enviar nuevas fuerzas al teatro de operaciones en el continente. El plan japonés consistía en emplear los ejércitos 1.º, 2.º y 4.º contra el centro donde los rusos estaban reuniendo sus fuerzas (Liaoyang) y el 3.º contra Port Arthur.
En agosto, parte de la flota rusa intentó escapar de Port Arthur en dirección a Vladivostok, pero fue interceptada y obligada a retornar a puerto en la batalla del Mar Amarillo, donde finalmente se desmontó el material y su flota se destinó a colaborar en la defensa del puerto; los barcos fueron hundidos lentamente por la artillería japonesa.

### Batalla del río Yalu
Tras la acción de Chemulpo nuevas tropas japonesas desembarcaron en Corea, en veloz avance tomaron Seúl y ocuparon rápidamente el resto de la península. El 1.er Ejército del general Kuroki Tamemoto, formado por dos divisiones a las que más tarde se le añadió una tercera en Pionyang, avanzó hacia el norte, a la frontera con China. Para finales de abril, Kuroki contaba con cuarenta y dos mil soldados a orilla del río Yalu, frontera natural entre Corea y Manchuria, donde se encontraban las posiciones rusas. Estas las defendía el Destacamento Oriental del general Zasúlich, compuesto por diecinueve mil soldados. Las disensiones entre Kuropatkin, que deseaba que Zasúlich se retirase hacia el norte en cuanto hubiese averiguado el tamaño del ejército japonés sin dejar de estorbar el avance enemigo y Alekséyev, que propugnaba resistir en la línea del Yalu, hicieron que Zasúlich recibiese órdenes contradictorias.
En contrapunto a la estrategia japonesa de lograr victorias rápidas para controlar Manchuria, la estrategia rusa se enfocó en acciones defensivas destinadas a ganar tiempo para que los refuerzos llegaran vía Ferrocarril Transiberiano.
El 1 de mayo estalló la batalla del río Yalu, en la cual las tropas japonesas, después de cruzar el río sin oposición, tomaron por asalto las posiciones rusas. El choque había sido cuidadosamente preparado por los japoneses, que sorprendieron a las unidades enemigas mediante una serie de ataque fingidos en diversos puntos del río. Fue la primera batalla terrestre de la guerra. Tras la victoria, las tropas japonesas procedieron a desembarcar en varios puntos de la costa manchú, lo que obligó a los rusos a retroceder a Port Arthur. El 2.º Ejército nipón desembarcó sesenta kilómetros al norte de Dalián, en el cuello de la península de Liaodong, mientras que el 4.º lo hizo al este y se unió al 1.º, que avanzaba en dirección noroeste desde el Yalu. El 26 de mayo, el 2.º Ejército del general Oku Yasukata asaltó la línea fortificada rusa erigida a veinticinco kilómetros al norte de Dalián en la llamada batalla de Nanshan, que cortaba el camino hacia el sur y contaba con tres mil soldados. Pese a repeler varios encarnizados asaltos japoneses, el coronel al mando de la línea no obtuvo los refuerzos que solicitó a la retaguardia y tuvo que ceder finalmente la posición. Tras conquistar Nanshan, los japoneses se adueñaron también de Dalián. Obtuvieron así un puerto en la península y pudieron cortar las comunicaciones entre Port Arthur y Mukden, a donde se había trasladado el 5 de mayo Alekséyev por orden del zar. Los avances, sin embargo, les costaron a los nipones gran número de bajas: en la toma de la línea de Nanshan habían perdido cinco de sus treinta mil soldados.

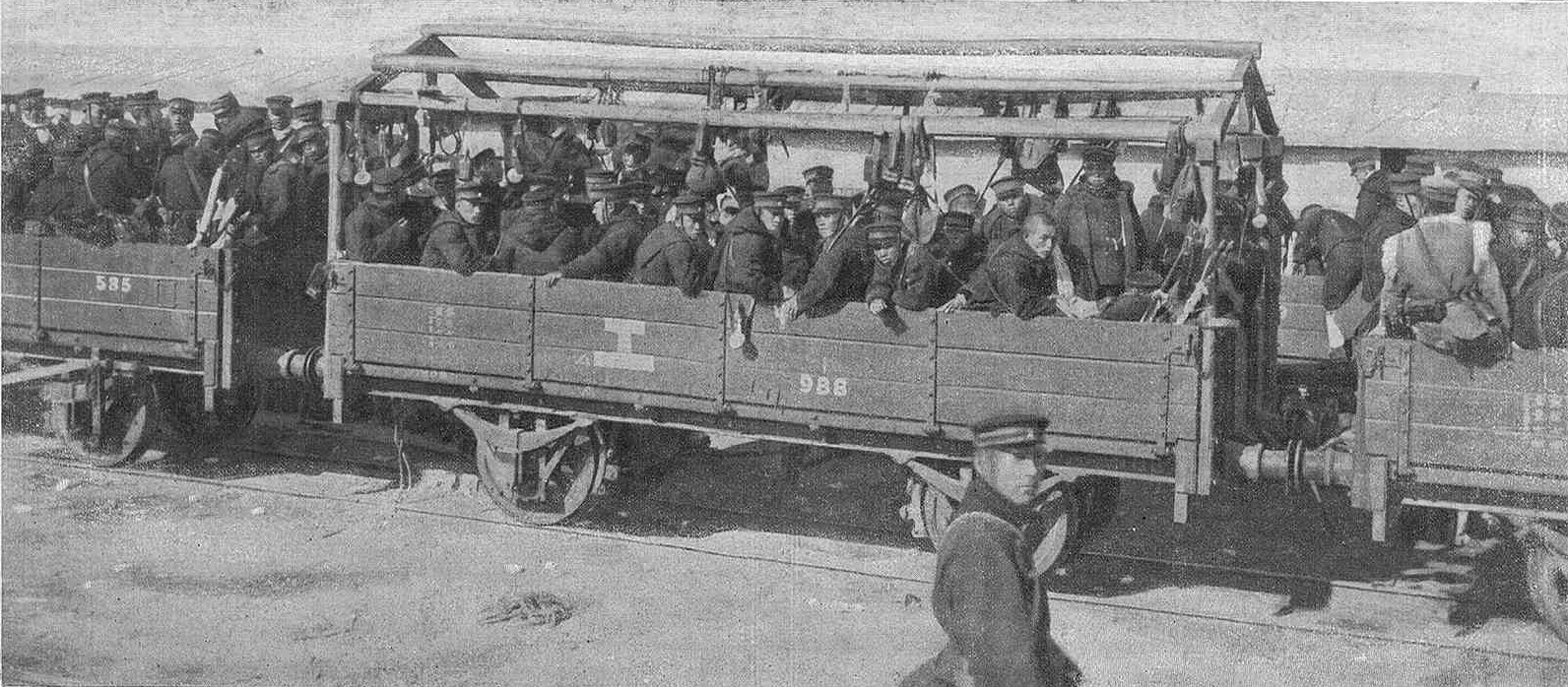
Refuerzos japoneses a Yentai, 1 de noviembre de 1904, después de la batalla del Cha-Ho.

### Batalla de Te-li-ssu
Los refuerzos que llegaban a los rusos de las regiones militares del Priamur y del TransBaikal se dispusieron en tres grupos: el Destacamento Oriental, que debía bloquear el avance del ejército de Kuroki por las colinas manchúes; el Destacamento Meridional, acuartelado al sur de Liaoyang, en el delta del río Liao; y una reserva que permanecía en Liaoyang. El zar ordenó a Kuropatkin que el Destacamento Meridional avanzase hacia el sur, detuviese la marcha del general Oku a lo largo del ferrocarril Port Arthur-Liaoyang, lo derrotase y levantase el cerco de Port Arthur. Esto llevó al siguiente choque de importancia entre rusos y japoneses, la Batalla de Te-li-Ssu, librada entre el 14 y el 16 de junio y que supuso una nueva derrota para los rusos. Para evitar quedar rodeado por una división japonesa, el I Cuerpo de Ejército Siberiano tuvo que retirarse de sus posiciones a ciento treinta y cinco kilómetros al norte de su objetivo el día 16.
Tras la nueva derrota rusa, los japoneses nombraron a Oyama Iwao general en jefe de los cuatro ejércitos destinados en Manchuria. En la primera batalla librada después de que asumiese el mando, disputada el 24 de julio, el 2.º Ejército nipón volvió a batir a los rusos, lo que allanó el avance del 4.º Ejército, que también se dirigía hacia Liaoyang.

### Batalla del Mar Amarillo
Debido a la muerte del almirante Stepán Makárov durante el asedio de Port Arthur, el almirante Wilgelm Vitgeft fue nombrado jefe de la Escuadra del Pacífico. Su propuesta de mantener la flota fondeada hasta recibir el esperado refuerzo de la Flota Europea, contribuyendo con artillería y hombres a la defensa de la plaza, fue rechazada por San Petersburgo: se le ordenó realizar una salida para unirse a los buques anclados en Vladivostok, confiando en que la fuerza resultante pudiese enfrentarse a Togo.
A las 6:15 del 10 de agosto de 1904, con su enseña en el acorazado Tsesarévich los rusos zarparon del puerto rumbo a Vladivostok. Sobre las 12:15, ambas flotas tuvieron contacto visual cuando se hallaban a unos catorce kilómetros de distancia una de la otra: inmediatamente, comenzó el duelo artillero, el disputado a la mayor distancia de toda la historia hasta ese momento. A las 18:30, un impacto sobre el puente del buque insignia de Vitgeft lo mató al instante.
Con el timón atascado y su almirante muerto en acción, el Tsesarévich abandonó la línea de batalla y regresó a Port Arthur, acción que causó confusión entre su flota. Togo intentó rematar al acorazado ruso, pero la valerosa intervención del acorazado Retvizan, que interponiéndose atrajo el fuego, permitió la retirada. El resultado del enfrentamiento no fue decisivo para ningún bando; no hubo hundimientos, la armada rusa no pudo alcanzar Vladivostok, pero los japoneses no lograron evitar el retorno al puerto sin graves pérdidas. Sin embargo, la retirada rusa y el posterior hundimiento de dos de los tres cruceros destinados en Vladivostok —el tercero quedó gravemente averiado— el 14 del mes al sur de Corea dieron el dominio total del mar a los japoneses.

### Batalla de Ulsan
La escuadra rusa en Vladivostok se había enterado de la ocurrencia de la Batalla del mar Amarillo con funestas consecuencias para las armas rusas, con esto y la orden de ir a dar batalla se hace el zarpe hacia el sur. La escuadra japonesa al mando del almirante Kamimura Hikonojō volvía de su expedición al mar amarillo, las dos escuadras se cruzaron sin verse, al alba inicio la batalla, inicia a las 5:20 AM, A las 06:17 AM la distancia es de 9000 metros y los rusos seguían intentando alejarse de la escuadra japonesa. Kamimura maniobró intentando cortar la línea, cuando el Izumo recibió un impacto directo que destruyó su torreta de proa, y el Azuma se distanció. Se produjo un momento de cese en la batalla mientras que los japoneses volvían a tomar su formación, a unos 8500 metros cuando se reinició el fuego, nuevamente sobre el Rurik. En pocos minutos encajó dos proyectiles bajo la línea de flotación y uno de ellos le destrozó el timón. A las 06:40 AM el Rurik se encontraba aislado, y un nuevo impacto lo dejó ingobernable, con su popa prácticamente sumergida y describiendo círculos. Aunque sus cañones no dejaban de disparar. Iessen maniobró de nuevo a las 06:43 AM intentado distraer el fuego enemigo, una maniobra valiente, aunque inútil viendo el estado en que se encontraba en crucero, pues acercaron a las escuadras a menos de 5000 metros. A las 08:20 AM Kamimura recibió el refuerzo de los cruceros (Naniwa y Takachia), Iessen decidió entonces que ya no era posible continuar la lucha, señalando al Rurik que ponía rumbo a Vladivostock con sus dos cruceros restantes. A las 10:00 AM los cruceros japoneses perseguidores informaron que sus reservas de municiones estaban muy bajas tras casi 5 horas de combate, mientras que los buques rusos no aminoraban su marcha. Kamimura decidió abandonar la persecución. A las 10:50 AM el Rurik se hundió, de los 805 hombres de su dotación 625 fueron recogidos por los japoneses.

### Batalla de Liaoyang
Mientras tres ejércitos japoneses convergían en Liaoyang, los rusos se aprestaron a repeler su asalto con tres líneas de fortificaciones que rodeaban la ciudad. Los rusos gozaban de ventaja numérica —eran 158 000 frente a los 125 000 que se acercaban a la ciudad— y pretendían desgastar al enemigo en las diversas líneas de defensa antes de emprender la contraofensiva. Los primeros choques favorecieron a los rusos y los japoneses se retiraron de la primera línea de defensas el 22 de agosto. En vez de acometer al enemigo que se replegaba, los rusos se retiraron a su vez a la segunda línea defensiva, sin aprovechar la pasajera ventaja y permitieron que los nipones reanudaran el asalto y comenzasen a rodear sus posiciones por el norte, sin emplear sus reservas para impedirlo. El asalto se reanudó el 25 de agosto y el 1 de septiembre los japoneses quebraron audaz aunque temerariamente la segunda línea de defensas rusas, sin sufrir contraataque alguno pese a estar en una posición vulnerable. Tras perder parte de la tercera línea de defensas mientras preparaba un asalto de flanco, Kuropatkin trató en vano de recobrarla el 2 y 3 de septiembre. La noche del día 3, tras fracasar la operación, ordenó la retirada, lo que dio la victoria a los japoneses. Las copiosas bajas —23 000 frente a las 16 000 de los rusos— y lo encarnizado de los combates impidieron, sin embargo, que los japoneses pudiesen perseguir a los rusos.

### Cerco y caída de Port Arthur
A finales de julio, el general Nogi contaba ya con ochenta mil soldados para abordar la conquista de Port Arthur, del que los japoneses deseaban apoderarse antes de la llegada de la 2.ª Escuadra del Pacífico. Pese a conocer el terreno, pues había conquistado la plaza a los chinos en 1894, Nogi puso en práctica una táctica que transformó la conquista en una carnicería. El 19 de agosto ordenó el primer asalto, el primero de varios ataque frontales, que costaron gran número de bajas a los japoneses. El 24 de agosto, concluyó el primer e infructuoso asalto a la plaza fuerte, que costó dieciséis mil bajas a los japoneses. Durante el siguiente mes, de calma, los dos bandos reforzaron sus posiciones y e aprestaron a disputar el siguiente asalto. Este comenzó con un bombardeo de las posiciones rusas el 19 de septiembre. Nogi perdió otros siete mil quinientos soldados tratando en vano de apoderarse de la principal colina del teatro de operaciones, que dominaba el puerto. Para rendir la plaza, los japoneses reunieron 476 piezas de artillería, entre las que se contaban 18 grandes obuses que lanzaban proyectiles de 550 libras. El tercer y penúltimo asalto nipón tuvo lugar entre el 26 y el 30 de octubre y nuevamente les costó abundantes bajas. No bastó para arrebatarles a los rusos la estratégica colina que dominaba Port Arthur. El último asalto al puerto se verificó entre el 26 de noviembre y el 6 de diciembre. Mediante una serie de bombardeos y asaltos de infantería, los nipones lograron por fin apoderarse de la colina 203, aunque a costa de otras diez mil bajas. La primera semana de diciembre los japoneses lograron destruir la escuadra rusa, que participaba en la defensa; esto supuso un debilitamiento notable de la posición rusa y condujo finalmente a la capitulación de Port Arthur el 2 de enero de 1905. La conquista les había costado a los japoneses 64 000 bajas.
Los intentos por socorrer a la ciudad desde el continente también fracasaron, y después de la batalla de Liaoyang (24 de agosto-5 de septiembre de 1904), los rusos se retiraron a Shenyang.

### Batalla del río Sha-ho
A finales de 1905, Kuropatkin gozaba por fin de clara ventaja numérica frente al enemigo. El transiberiano le había permitido reunir nueve cuerpos de ejército con trescientos mil soldados en total. Tras recoger la cosecha y cuando aún no había comenzado el crudísimo invierno manchú, Kuropatkin avanzó con su ejército hacia Liaoyang con el objetivo de embolsar a Oyama a principios de octubre. Tras obligar a los rusos a retroceder hasta las orillas del Sha-ho el 9 del mes, los japoneses libraron con el enemigo la batalla del río Sha-ho hasta el día 17. El encarnizado choque acabó con la retirada de Kuropatkin, que regresó a Mukden. Las pérdidas fueron copiosas en los dos bandos: los rusos sufrieron cuarenta y una mil; los japoneses, veinte mil. Como consecuencia de la derrota, Kuroppatkin cambió la estructura de sus fuerzas, creando tres ejércitos.

## Campaña de 1905

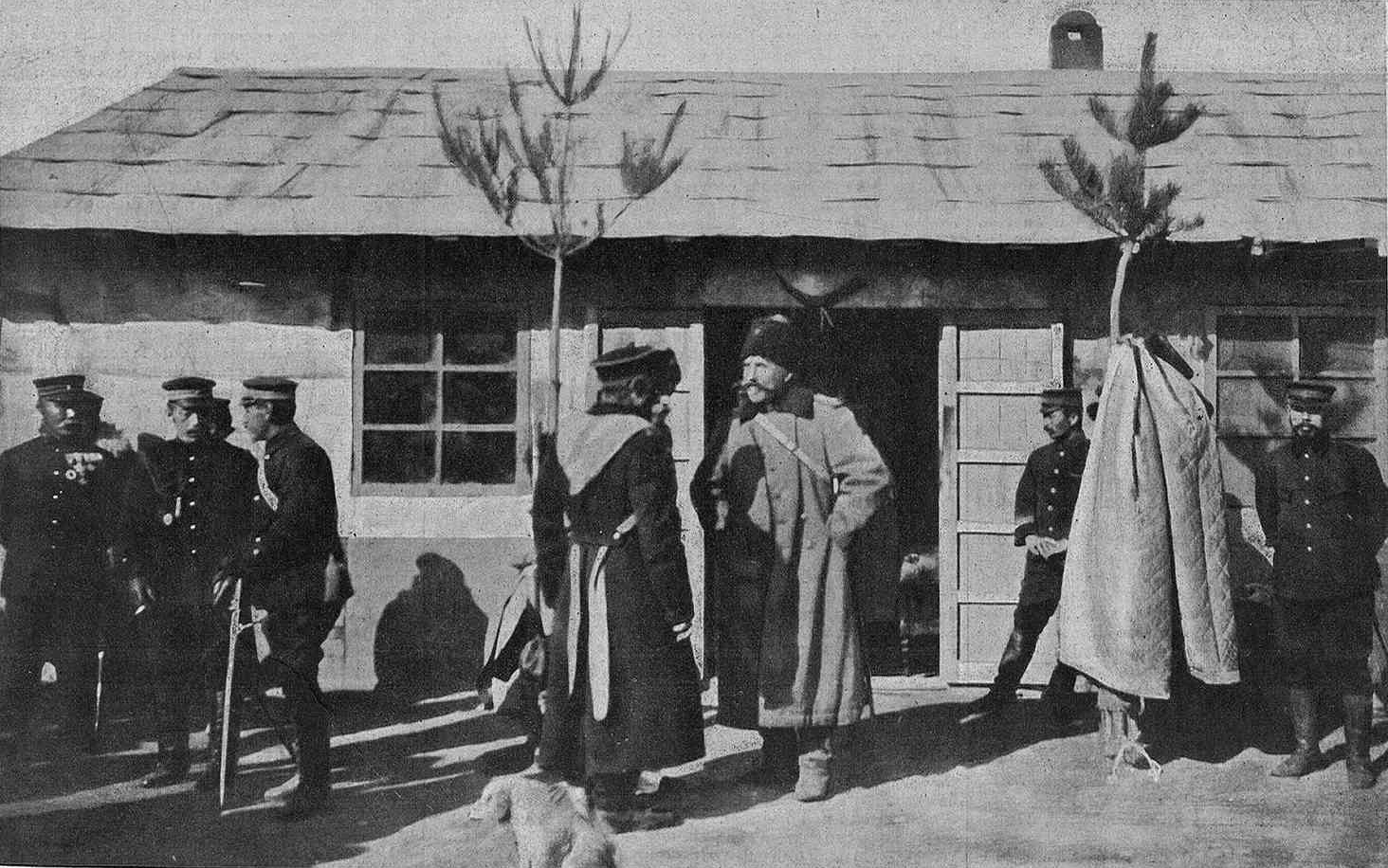
El general Anatoli Stessel, después de la caída de Port Arthur, esperando el tren Port Arthur-Dalni. Fotografía publicada en abril de 1905 en La Ilustración Artística.

Como reacción a la pérdida de Port Arthur, Kuropatkin trató de avanzar hacia el sur y atacar lo que creía era el centro de las fuerzas de Oyama en Sandepu.

### Batalla de Sandepu
Entre el 25 y 29 de enero, el Segundo Ejército ruso, al mando del general Oskar Gripenberg, atacó el flanco izquierdo japonés cerca de la ciudad de Sandepu actual Shenyang . La acción sorprendió al ejército nipón, que estuvo a punto de ser vencido. Sin embargo, sin el apoyo de otras unidades rusas, el ataque se estancó; el general Alekséi Kuropatkin ordenó a Gripenberg detenerse. La fallida acometida les costó a los rusos doce mil bajas más, y suscitó el contraataque japonés que devino en la batalla de Mukden.
Hostigados por los japoneses, los rusos comenzaron a retroceder, pero, en vez de atrincherarse, emprendieron una compleja maniobra de traspaso de fuerzas del flanco occidental al oriental. Al mismo tiempo, los japoneses crearon un nuevo ejército, el 5.º, para participar junto al 3.º llegado del sur en la maniobra envolvente de las fuerzas de Kuropatkin.

### Batalla de Mukden

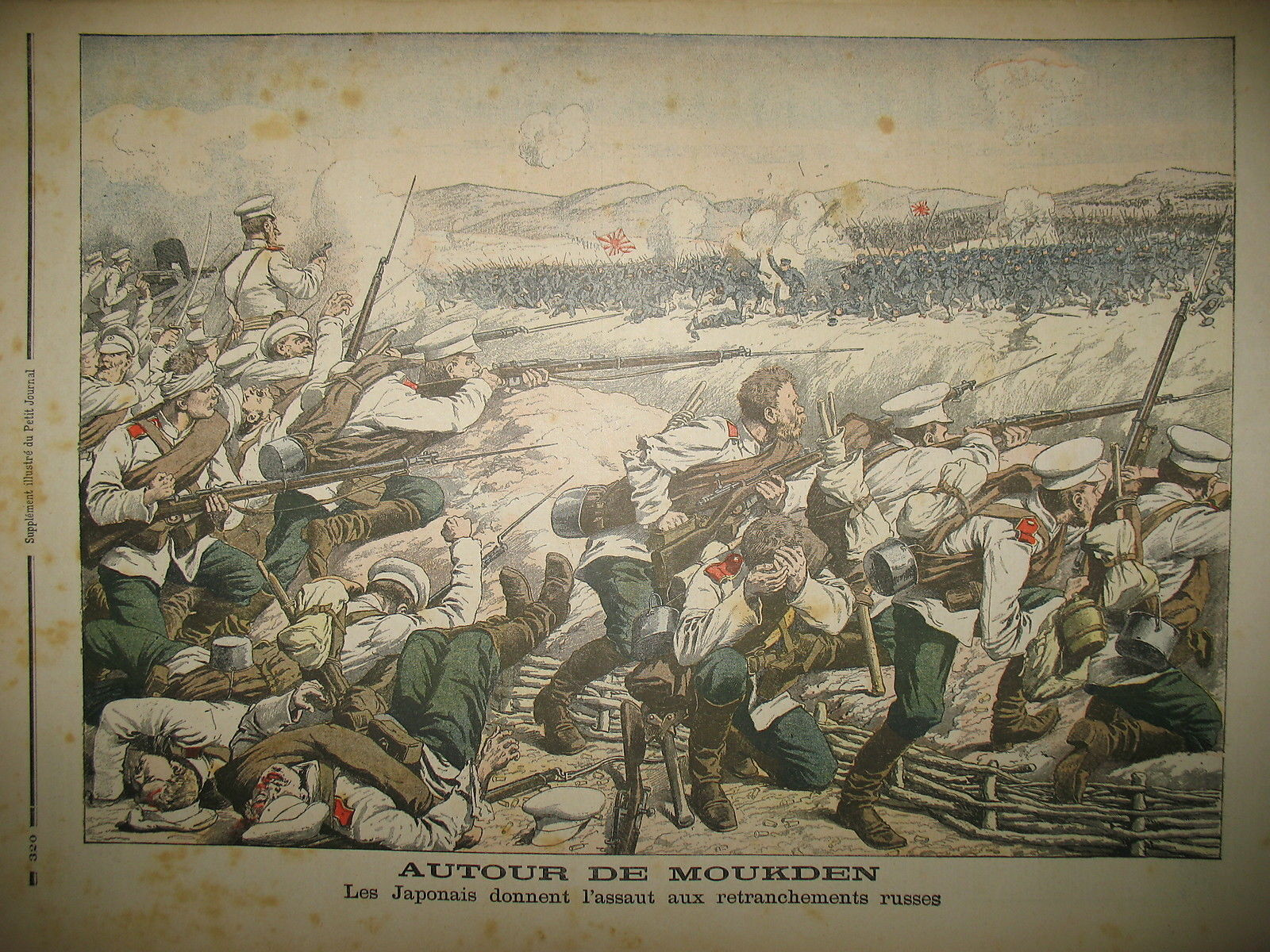
Representación de las líneas rusas durante la batalla de Mukden, haciendo frente al asalto de las tropas japonesas.

La batalla de Mukden comenzó el 17 de febrero de 1905 con el ataque simultáneo de cuatro ejércitos japoneses a las líneas rusas, en constante retirada. En los días siguientes, las fuerzas japonesas, mandadas por el príncipe Oyama Iwao, asaltaron los dos flancos de las fuerzas rusas atrincheradas alrededor de Mukden, a lo largo de un frente de 80 km. Cada bando contaba con unos 270 000 hombres respaldados por cientos de piezas de artillería. Al comienzo los rusos resistieron con denuedo, y los japoneses apenas lograron avanzar.
El 1 de marzo, Kuropatkin se percató de que el ejército de Nogi comenzaba a rodear sus posiciones por el oeste y, para evitar que las cercase, trató repetida pero infructuosamente de detenerlo hasta el 13 del mes. El 3.er Ejército de Nogi, pese a todo, siguió avanzando, y al mismo tiempo el flanco izquierdo ruso comenzó también a ceder al ímpetu nipón.
Así, después de tres semanas de duros combates y noventa mil bajas, las posiciones rusas comenzaron a ceder. Viendo que estaban a punto de ser cercados, el general Kuropatkin decidió abandonar el campo, desplazándose al norte de Mukden. Debido a la presión japonesa, la retirada pronto se tornó en desbandada de parte de las unidades. Los restos se retiraron hacia Harbin y se apostaron en Xipingkai. Los rusos perdieron noventa mil soldados, y los japoneses, setenta mil. Aunque la batalla de Mukden fue una derrota importante para los rusos y fue el choque terrestre más decisivo de la guerra, la victoria final aún dependía de la Armada. Nuevamente los japoneses habían obtenido una costosa victoria sobre los rusos, pero no habían conseguido destruir por completo sus fuerzas. El nuevo descalabro le costó a Kuropatkin el mando de las fuerzas rusas, que pasó al general Nikolái Linévich.
La situación a finales del invierno de 1905 era compleja para los dos bandos: los rusos habían sido derrotados de nuevo y pronto sufrieron motines suscitados por la agitación de la revolución, pero todavía contaban con fuerzas considerables y la 2.ª Escuadra del Pacífico esta a punto de llegar a Asia oriental; los japoneses, por su parte, habían vencido en los principales combates, pero cada vez estaban más agotados y no habían conseguido doblegar al enemigo pese a las repetidas victorias.

### Batalla de Tsushima

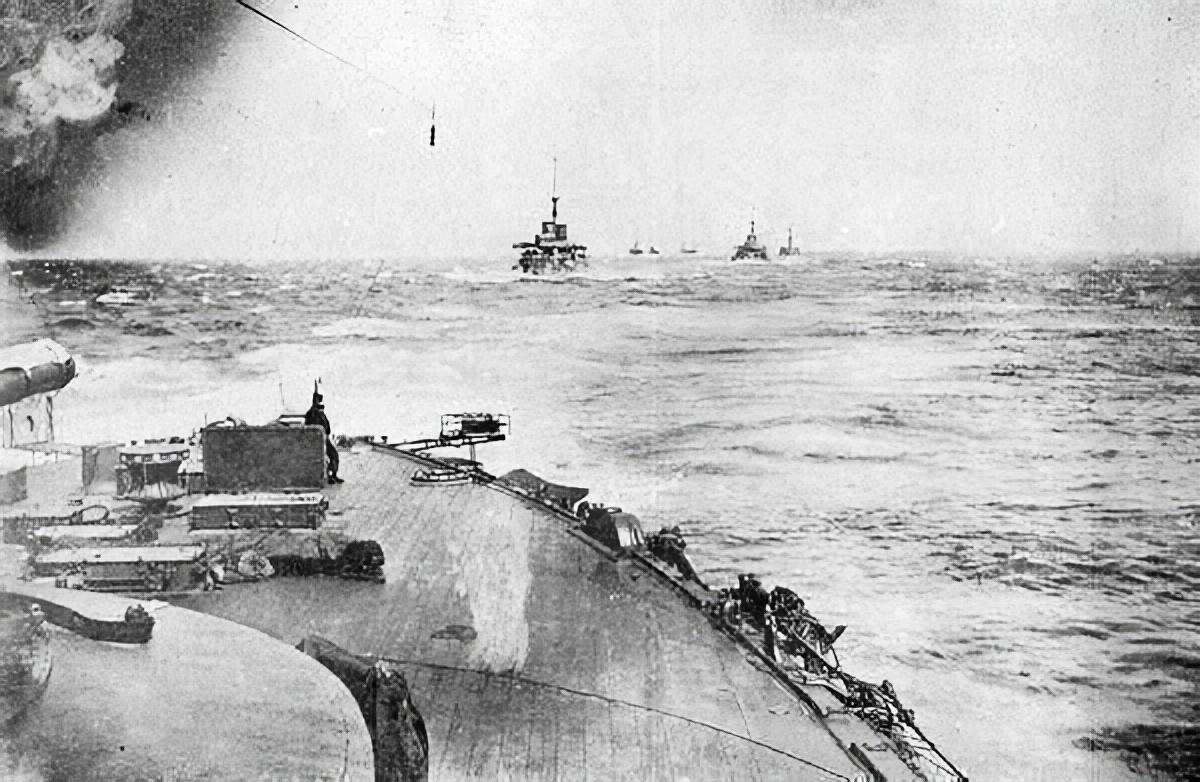
Navíos japoneses camino del estrecho de Tsushima el 27 de mayo de 1905. La 2.ª Escuadra del Pacífico rusa había sido avistada allí, mientras trataba de alcanzar Vladivostok.

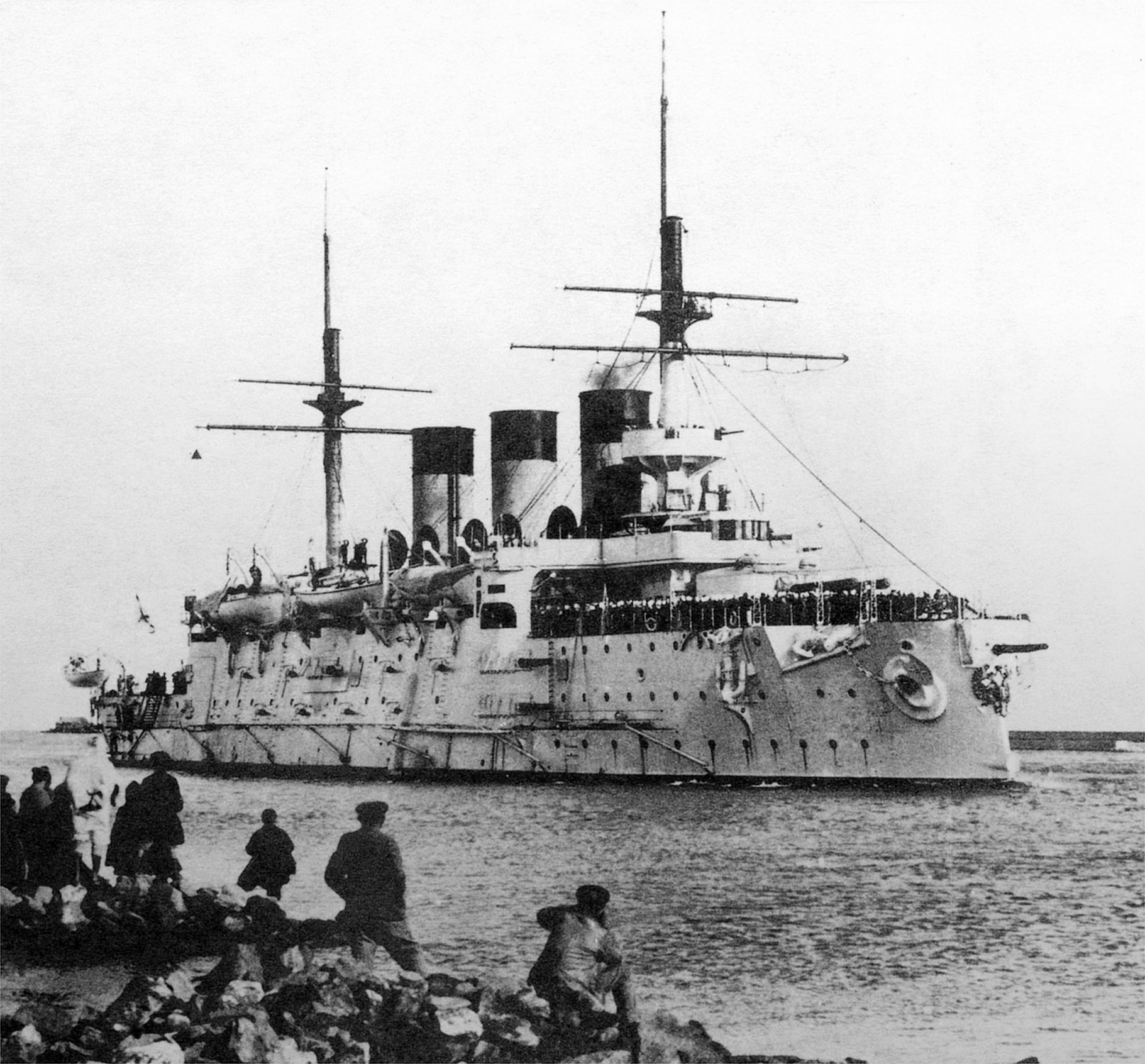
El acorazado ruso Osliabia, el primer acorazado hundido en la batalla

Mientras tanto, en octubre de 1904 Rusia envió una nueva flota a Extremo Oriente con unidades pertenecientes a sus flotas del Báltico y del Mar Negro, al mando del vicealmirante Zinovi Rozhéstvenski. Su larga travesía hacia Asia —un viaje de veintinueve mil kilómetros— se realizó bordeando el cabo de Buena Esperanza, atravesando el Mediterráneo por Gibraltar y por el Bósforo: sus puntos de reunión fueron Madagascar y Saigón.
El 21 de octubre de 1904, mientras navegaba en aguas británicas (el Reino Unido estaba coligado con Japón, pero se mantuvo neutral en esta guerra), la llamada 2.ª Escuadra del Pacífico suscitó el incidente de Dogger Bank al disparar sobre botes pesqueros a los que los rusos confundieron con lanchas torpederas.
La caída de Port Arthur en enero de 1905 le permitió a Togo volver a Japón y remozar por completo su flota, en previsión de la llegada de la nueva escuadra enemiga. Cuando Rozhéstvenski se hallaba en Madagascar, le llegó la noticia de la pérdida de Port Arthur y de la derrota de Mukden, dos victorias que le habían otorgado a los japoneses el control de casi toda la región y obligaban al vicealmirante ruso a dirigirse a Vladivostok. Sus barcos estaban cada vez más necesitados de reparaciones y sus tripulaciones no podían competir con las veteranas de Togo. La escuadra de Rozhéstvenski, compuesta de diecinueve acorazados y destructores, nueve torpederos y algunos barcos menores, siguió pese a todo su rumbo hacia Asia, donde le esperaba la de Togo, formada por veintiséis acorazados y destructores, veintiún torpederos, además de las naves auxiliares.
El viaje se demoró tanto que el almirante Togo hizo planes para interceptar la flota del Báltico antes de que pudiera recalar en Vladivostok. Las escuadras se encontraron en la batalla de Tsushima, en el estrecho del mismo nombre entre Corea y Japón, el 27 de mayo de 1905. Durante la batalla, que duró hasta el 29 de mayo, la flota japonesa, numéricamente inferior en acorazados, pero más moderna y con mayor velocidad y alcance de fuego, bombardeó a la flota rusa sin piedad, destruyendo o capturando sus 11 acorazados (7 destruidos: Kniaz Suvórov, Osliabia, Imperator Aleksandr III, Borodino, Navarin, Almirante Ushakov, Sissoi Veliki; y 4 capturados: Oriol, Imperator Nikolái I, General-Almirante Apraksin y Almirante Seniavin), además de otros 14 buques hundidos (cruceros, destructores... como el Almirante Najímov, el Vladímir Monómaco, o el Dmitri Donskói, entre otros).
La flota japonesa sufrió solamente daños ligeros, sobre todo en el acorazado Mikasa, que era el buque insignia nipón. La flota japonesa contaba entre otros con dos cruceros acorazados de Clase Giuseppe Garibaldi comprados a Argentina: el Mariano Moreno (renombrado Nisshin) y el Bernardino Rivadavia (renombrado Kasuga), el capitán Manuel Domecq García, fue designado presidente de la comisión argentina para la construcción de los cruceros mencionados, así como un crucero comprado a Chile: el Esmeralda (rebautizado Izumi). Para el mediodía del día 28 la derrota rusa era palmaria: los rusos habían perdido treinta y cinco buques y doce mil hombres (la mitad, prisioneros) frente a los tres torpederos y setecientos marineros perdidos por los japoneses.
El gran descalabro naval ruso, unido a las anteriores derrotas y a la grave situación política debida a la revolución, obligaron al zar a buscar la paz.

### Batalla de Sajalín
Solicitado por mandos japoneses desde comienzos de 1905 y no permitido por las autoridades hasta el ofrecimiento de mediación por parte de Roosevelt, las fuerzas japonesas pusieron en marcha la operación Karafuto, una invasión planeada de la isla de Sajalín llevada a cabo entre el 7 y el 31 de julio, llegando a tomar la totalidad de la isla.

## Conclusión y consecuencias de la guerra

### Tratado de Portsmouth
El mando ruso en Extremo Oriente, formado por el almirante Yevgeni Alekséyev y el general Alekséi Kuropatkin, era incompetente y sus tropas, insuficientes. Los refuerzos llegaban desde la Rusia europea en el ferrocarril Transiberiano de vía única, muy lento e interrumpido a la altura del lago Baikal. Estas y otras razones, como el ataque por sorpresa del Japón, implicaron que la guerra resultara en una sorprendente victoria japonesa, lo que convirtió a Japón en una potencia mundial a tener en cuenta.
Rusia se vio obligada a negociar. El resultado fue la humillación de una nación occidental. Se concluyó un armisticio entre los dos Gobiernos: aunque los rusos se encontraban muy debilitados por la Revolución de 1905, las finanzas japonesas están totalmente agotadas y el Imperio nipón ya no disponía de los medios para destruir completamente al grueso de las tropas rusas de Extremo Oriente. Se organizó pues una conferencia de paz en Portsmouth (EE. UU.) en agosto, gracias a la mediación del presidente estadounidense Theodore Roosevelt. Las negociaciones concluyeron con la firma del Tratado de Portsmouth el 5 de septiembre de 1905. Las cláusulas contenían las siguientes estipulaciones: reconocimiento, por parte de Rusia, de la preeminencia de los intereses del Japón en Corea; cesión al vencedor su arrendamiento de la península de Liaodong, su base de Port Arthur, el ferrocarril meridional de Manchuria y la mitad sur de la isla de Sajalín. Ambos países, de común acuerdo, se comprometieron a restituir Manchuria a China. A pesar de la insistencia del Japón, no se previó ninguna indemnización.
Financieramente, el resultado para Japón fue catastrófico: pese a las repetidas victorias militares, había invertido casi todo su presupuesto en sufragar la guerra, no había recibido compensación pecuniaria alguna de Rusia en la paz y no contaba con financiación externa.

### La insurrección de 1905
El descontento popular en Rusia se dirigió contra el régimen zarista, culpado de la grave derrota; este descontento fue factor clave para que estallase la Revolución de 1905 que impuso al zar Nicolás II la creación de la Duma Imperial de Rusia. La guerra terminó gracias a la mediación de los EE. UU.

### Influencias psicológicas
La derrota de Rusia fue recibida con conmoción en Occidente, especialmente a través de Asia.[cita requerida] Que un país no occidental pudiera derrotar en un conflicto bélico a una gran potencia resultó particularmente inspirador para varios movimientos independentistas anticoloniales alrededor del mundo. Esta guerra ha sido llamada el «fin del mito del hombre blanco».[cita requerida] Frente al racismo de la época, supuestamente por primera vez, una nación blanca fue vencida por otra raza.[cita requerida] Después de esta guerra, el Imperio nipón adquirió, gracias a su Armada Imperial, un prestigio nacional e internacional en lo naval y militar que duró hasta la Segunda Guerra Mundial.
Durante la contienda, el ejército japonés trató bien a los civiles y prisioneros de guerra, sin la brutalidad y atrocidades que mostraron durante la Segunda Guerra Mundial. Los historiadores japoneses piensan que esta guerra fue un punto decisivo para el Japón y una clave para entender por qué fallaron militar y políticamente.[cita requerida]

### Lista de las batallas de la guerra y sus resultados

#### 1904
- Batalla de Port Arthur, 8 de febrero: batalla naval, de resultado indeterminado.
- Batalla de Chemulpo, 9 de febrero: batalla naval, con victoria japonesa.
- Batalla del Río Yalu, 30 de abril al 1 de mayo: victoria japonesa.
- Batalla de Nanshan, 25 al 26 de mayo: victoria japonesa.
- Batalla de Te-li-Ssu, 14 al 15 de junio: victoria japonesa.
- Batalla del Paso Motien, 17 de julio: victoria japonesa.
- Batalla de Tashihchiao, 24 de julio: victoria japonesa.
- Batalla de Hsimucheng, 31 de julio: victoria japonesa.
- Batalla del Mar Amarillo, 10 de agosto: victoria japonesa.
- Batallal de Ulsan, 14 de agosto: victoria japonesa.
- Sitio de Port Arthur, 19 de agosto al 2 de enero: victoria japonesa.
- Batalla de Liaoyang, 25 de agosto al 3 de septiembre: indeterminado, con retirada rusa.
- Batalla del Río Sha-ho, 5 al 17 de octubre: indeterminado, con retirada rusa.

#### 1905
- Batalla de Sandepu, 26 al 27 de enero: indeterminado.
- Batalla de Mukden, 21 de febrero al 10 de marzo: victoria japonesa.
- Batalla naval de Tsushima, 27 al 28 de mayo: victoria japonesa.
- Operación Karafuto, 7 al 31 de julio: victoria japonesa.